# ピッパ・ミドルトン
フィリッパ・シャーロット・"ピッパ"・ミドルトン（英: Philippa Charlotte "Pippa" Middleton, 1983年9月6日 - ）は、イングランドのパーティ・プランナー、ソーシャライト。プリンス・オブ・ウェールズ・ウィリアムの妃キャサリンの妹として知られる。

## 経歴
イングランド南部バークシャーのレディングのロイヤル・バークシャー病院で1983年9月6日に生まれる。セントアンドリューズ・スクールで学んだあと、ダウン・ハウス校（イングランドのパブリックスクール）に進学する。その後エディンバラ大学で英文学を学んだ。
2011年4月29日に行われたウィリアム王子と姉の結婚式において、花嫁の付き添い（ブライズメイド）を務めた。テレビ中継された結婚式での彼女の振る舞い、ドレス、美貌は多くの報道機関に賞賛された。

ピッパ・ミドルトンの紋章。彼女の父のそれを準用する。

2016年7月、長年の恋人でヘッジファンドのCEOであるジェームズ・マシューズと婚約した。婚約指輪は推定価格は25万ポンド（約3676万円）と言われる。
2017年5月20日にエングフィールドにあるセント・マークス教会で結婚式を挙げた。
結婚式では甥にあたるジョージ王子がフラワーボーイを務めた。
2018年10月、第1子で長男アーサー・マイケル・ウィリアム誕生。名前はルイ王子のミドルネームとウィリアム王子にちなんだ。2021年3月、第2子で長女グレース・エリザベス・ジェーン誕生。長女のミドルネーム「エリザベス」は母と姉キャサリン妃のミドルネームとエリザベス女王にあやかった。2人とも姉のキャサリン妃と同じセント・メアリー病院リンドー棟で出産した。2022年6月、第3子となる次女を出産し、ローズと名付けた。